# Principios de Medicina Interna, de Harrison

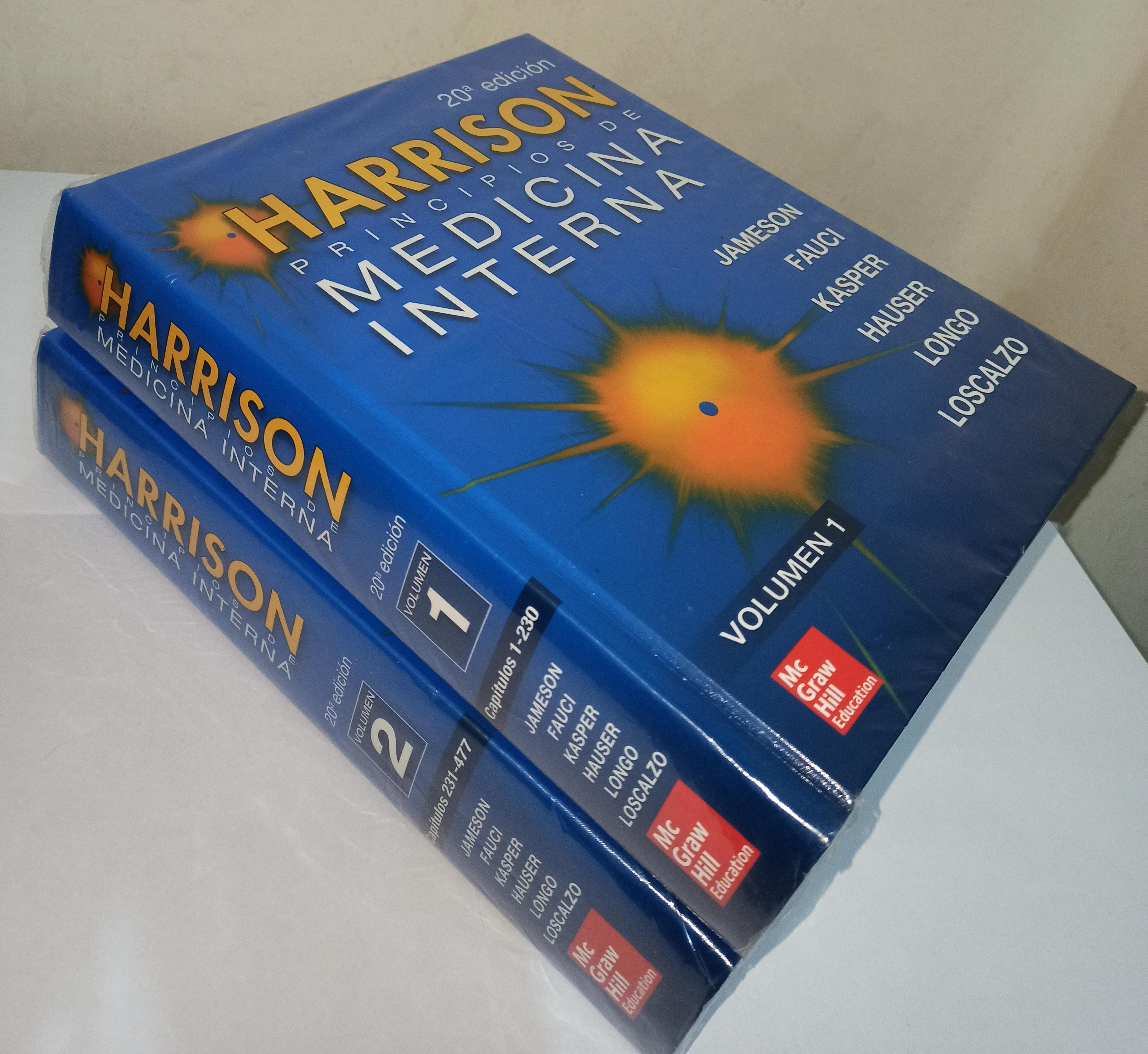
Principios de medicina interna - HARRISON 20a edición en español

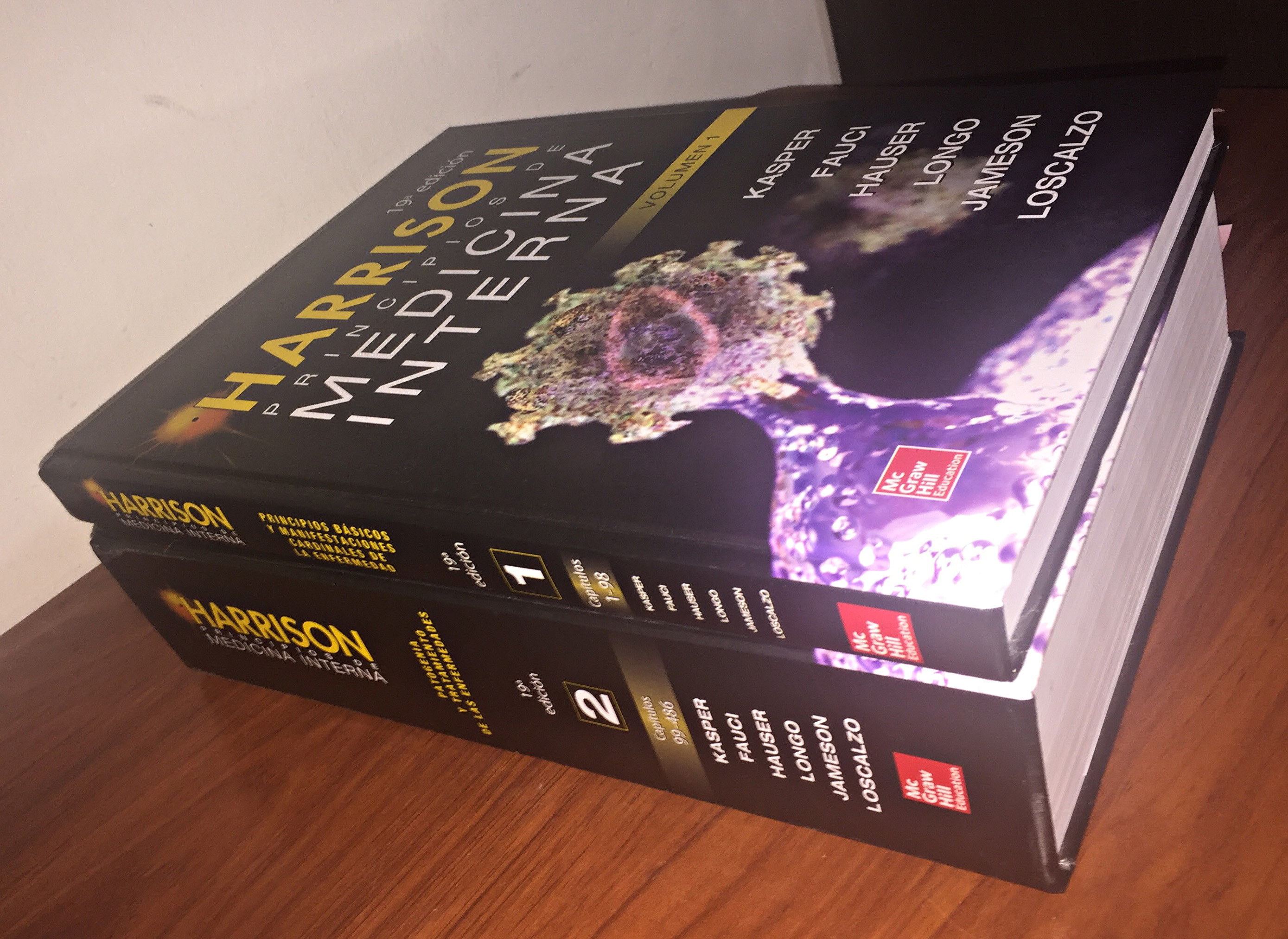
Ejemplar del libro Harrison Principios de Medicina Interna 19ª Edición en español.

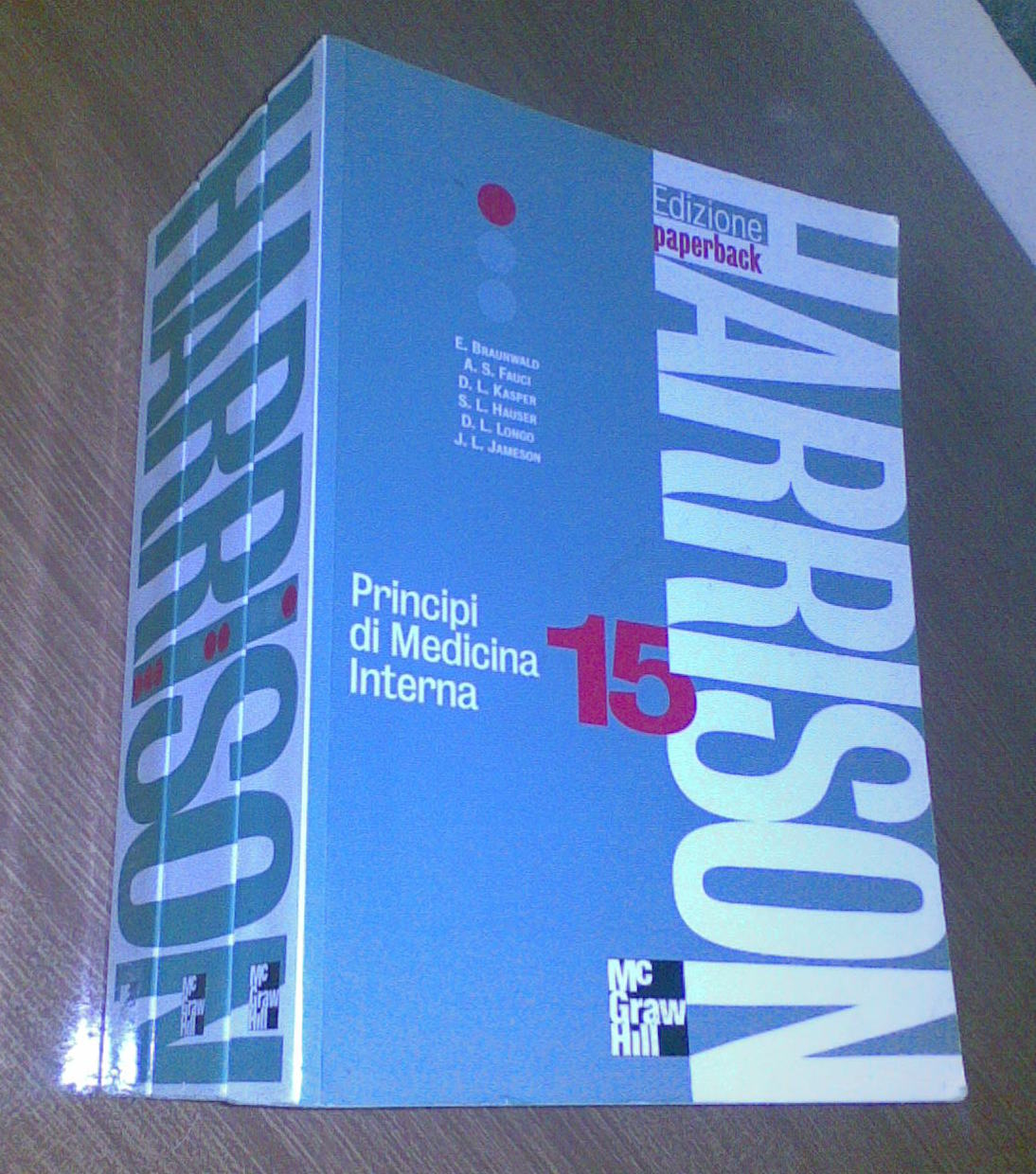
Ejemplar de Los principios de Harrison de Medicina Interna en italiano (15.ª Edición).

Harrison Principios de la Medicina Interna es un libro de medicina interna. Fue publicado por primera vez en 1950 y actualmente se encuentra en su 21.ª edición (publicado en agosto de 2018 por McGraw-Hill Professional) y viene en dos volúmenes. A pesar de que está dirigido a todos los miembros de la profesión médica, es principalmente utilizado por médicos internistas y médicos generales en este campo, así como por estudiantes de medicina. Es ampliamente considerado uno de los libros con más autoridad en medicina interna y ha sido descrito como el "libro más reconocido de toda la medicina."
La obra está nombrada por Tinsley R. Harrison de Birmingham, Alabama, quién sirvió de redactor jefe de las primeras cinco ediciones y estableció el formato del trabajo: una base fuerte de la medicina clínica entrelazada con un entendimiento de la fisiopatología.

## Historia
La mención de Harrison aparece en la primera edición de este libro en 1950:

No hay mayor oportunidad u obligación que pueda tocarle a un ser humano que convertirse en médico. En la atención del sufrimiento, el médico necesita habilidades técnicas, conocimientos científicos y comprensión de los aspectos humanos. Aquel que usa esto con coraje, humildad y sabiduría proveerá un servicio único a su prójimo y construirá un edificio duradero de carácter para sí mismo. El médico deberá pedir al destino no más que esto y no debería contentarse con menos.
Tinsley R. Harrison

### Últimas ediciones
- La 17.ª edición del libro está dedicada a George W. Thorn, quien fue el editor de las primeras siete ediciones del libro y editor en jefe de la octava edición, habiendo fallecido recientemente en el año 2004.
- La 18.ª edición del libro fue editada por Anthony Fauci, Dennis Kasper, Stephen Hauser, J. Larry Jameson and Joseph Loscalzo. Nuevos capítulos añadidos incluyen "Sistemas Biológicos en la Salud y Enfermedad", "El microbioma Humano", "La Biología del envejecimiento" y "Enfermedades neuropsiquiátricas en veteranos de guerra".
- La 19.ª edición del libro está editada por Dennis Kasper, Anthony Fauci, Stephen Hauser, Dan Longo, J. Larry Jameson y Joseph Loscalzo.
- La edición número 20 fue editada por Dennis Kasper, Anthony Fauci, Stephen Hauser, Dan Longo, J. Larry Jameson y Joseph Loscalzo, siendo lanzada a la venta el 17 de agosto de 2018.
- La edición número 21 fue lanzada el 28 de marzo del 2022.[3]